# Krila Oluje
|                 |                     |
| Ország:         | Horvátország        |
| Gépállomány:    | 6 PC-9M             |
| Szponzor:       | Horvát Légierő      |
| Bázisreptér:    | Zemunik Légibázis   |
| Alakulás dátuma | 2004                |
| Színek:         | Piros, Fehér és Kék |

A Krila Oluje (magyarul Vihar Szárnyai) a Horvát Légierő műrepülő-köteléke. A köteléket hat PC-9M típusú légcsavaros kiképzőgép alkotja. A Krila Oluje csapata 2004-ben alakult meg, és ekkor repülte első bemutatóját. Először négy, később öt géppel repültek, végül 2009 óta hat kiképzőgép alkotja a köteléket.
Mivel a Pilatus PC–9 légcsavaros gép, kevesebb figurát tudnak bemutatni, mint amennyit sugárhajtású gépekkel lehetne. A horvát csapat igyekszik sok helyen megfordulni,  állandó résztvevője a kecskeméti repülőnapnak.

## Pilóták
- Damir Brašič
- Božen Tadič
- Siniša Hucika
- Matija Vrduka
- Nenad Hasnek
- Edvard Krišto